# هرمیتاج (کاریاکو)
هرمیتاج (به لاتین: Hermitage) یک منطقهٔ مسکونی در گرنادا است که در Carriacou and Petite Martinique واقع شده‌است.